# Сторас, Нэнси
Нэнси Сторас (англ. Nancy Storace) или Анна Селина Стораче (итал. Anna Selina Storace; 27 октября 1765, Лондон — 24 августа 1817, там же) — британская певица итальянского происхождения. Сестра Стивена Стораса.

## Биография
Родилась в семье итальянского музыканта Стефано Стораче, работавшего в Лондоне. С юных лет училась пению, концертировала с восьмилетнего возраста. С 1778 года в Италии, с 1780 года пела в оперных театрах Флоренции, Пармы, Милана, Венеции. В 1783 году вместе с ирландским тенором Майклом Келли и итальянским баритоном Франческо Бенуччи была приглашена в Вену, и на протяжении последующих четырёх лет эти три исполнителя были важнейшими фигурами в оперной жизни австрийской столицы. В частности, Сторас была первой исполнительницей партии Сюзанны в «Свадьбе Фигаро» Моцарта (молва приписывала Моцарту роман со Сторас). В 1785 году из-за беременности Сторас на некоторое время потеряла голос, и её возвращение на сцену было отмечено торжественным исполнением особой кантаты, сочинённой для этого случая совместно Моцартом и Антонио Сальери.
В 1787 году Сторас в сопровождении Келли и брата Стивена вернулась в Англию и в дальнейшем выступала в Лондоне, имея особенный успех в комических операх своего брата, а также в духовных произведениях Генделя. В 1797—1801 годах Сторас предприняла европейское турне вместе со своим сожителем, тенором Джоном Брэмом; в самом начале этого турне Сторас и Брэм были арестованы во Франции, однако затем доставлены в Париж для выступления перед Наполеоном; дальнейшие выступления Сторас и Брэма включали Флоренцию, Милан, Неаполь, Венецию и Вену. В 1808 году Сторас завершила свою сценическую карьеру.